# Cleistanthus collinus
Cleistanthus collinus là một loài thực vật có hoa trong họ Diệp hạ châu. Loài này được (Roxb.) Benth. ex Hook.f. mô tả khoa học đầu tiên năm 1887.

## Hình ảnh

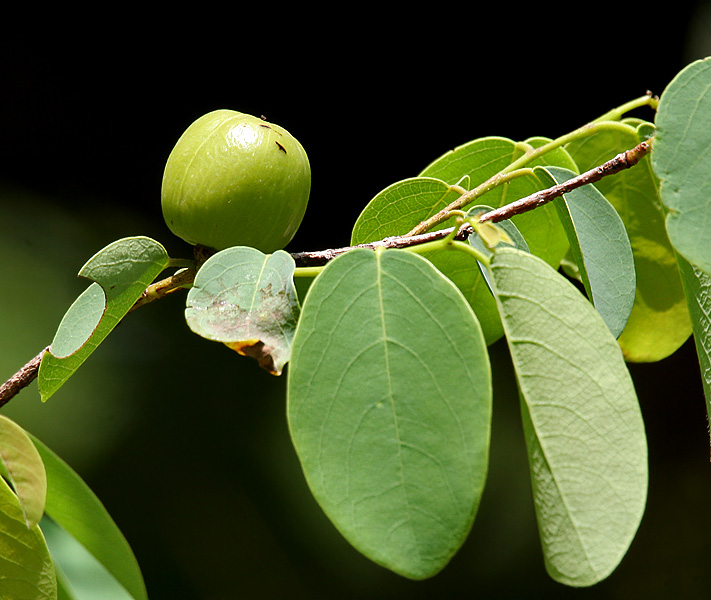
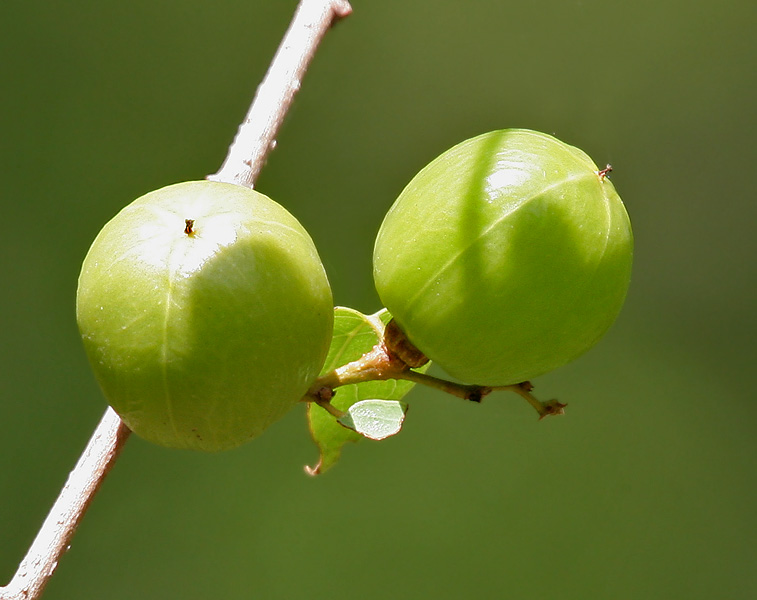
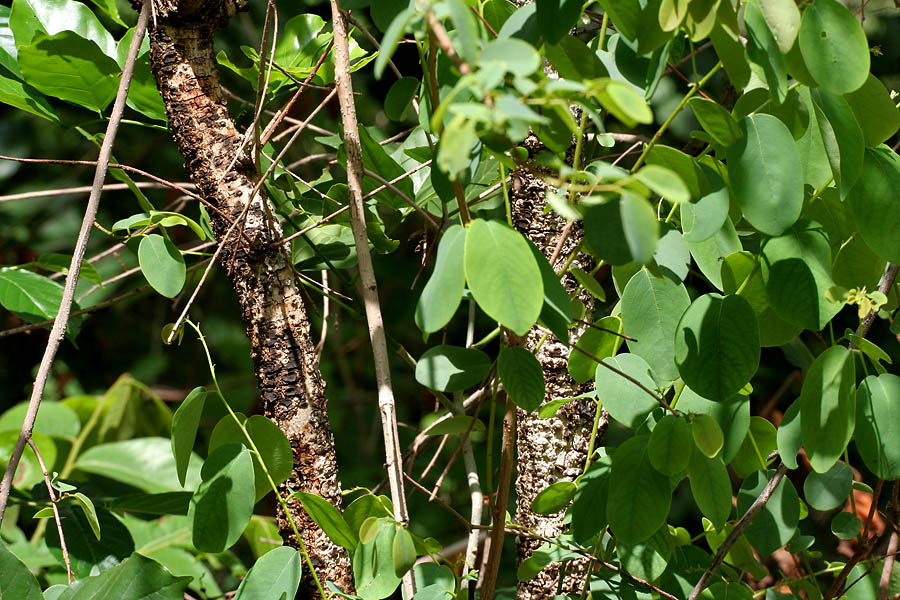